# Језерце при Шмартнем
Језерце при Шмартнем (словен. Jezerce pri Šmartnem) је насељено место у општини Цеље, Савињска регија, Словенија.

## Историја
До територијалне реорганизације у Словенији било је у саставу старе општине Цеље.

## Становништво
У попису становништва из 2011. године, Језерце при Шмартнем је имало 69 становника.
| Број становника према пописима | Број становника према пописима | Број становника према пописима |
| ------------------------------ | ------------------------------ | ------------------------------ |
| 1991                           | 2002                           | 2011                           |
| 46                             | 62                             | 69                             |

Напомена: До 1953. исказивано под именом Језерце.